# Ein Herz, das seinen Jesum lebend weiß, BWV 134

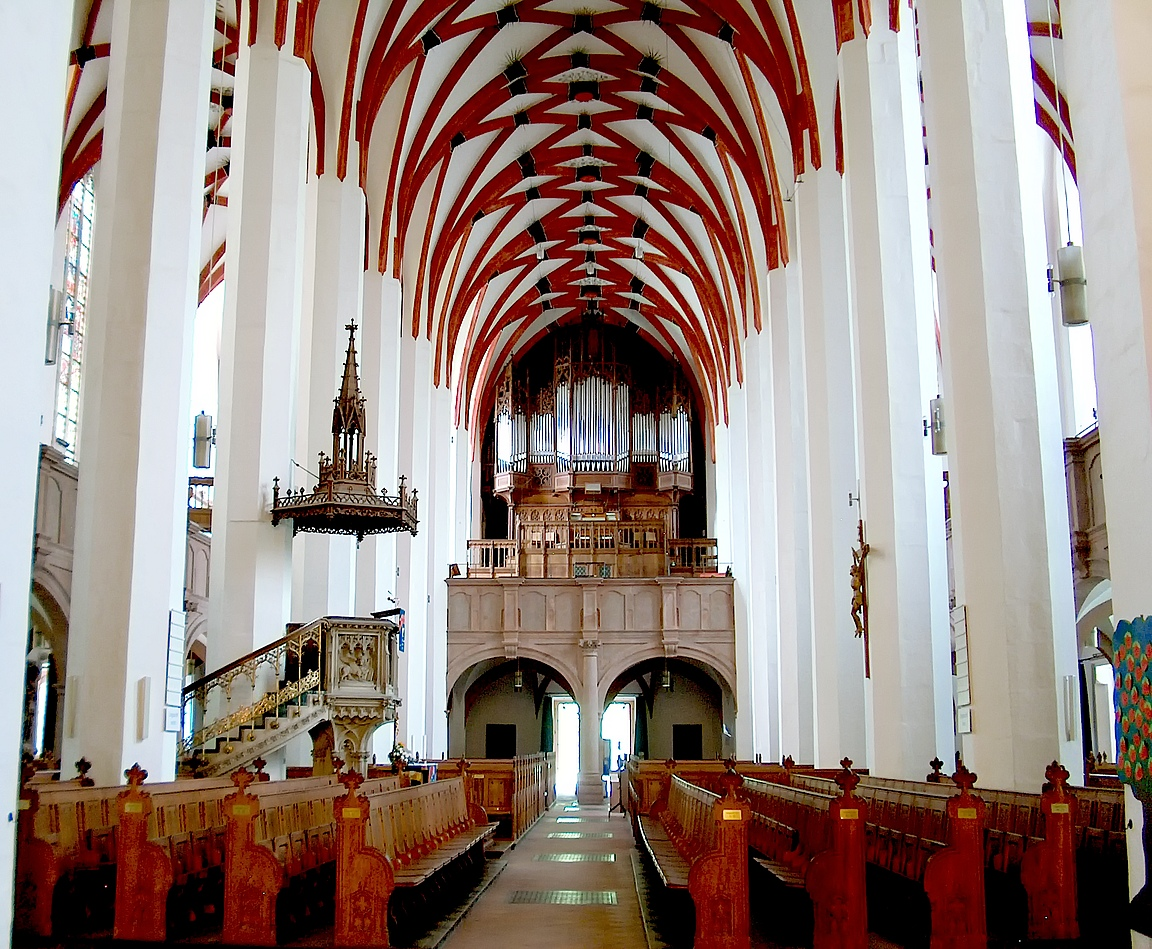
Palacio de Ein Herz

Ein Herz, das seinen Jesum lebend weiß, BWV 134, (Un corazón que sabe que su Jesús vive) es una cantata de iglesia para Pascua compuesta por Johann Sebastian Bach. Bach escribió la cantata para el tercer día de Pascua en Leipzig y se representó por primera vez el 11 de abril de 1724. Estaba basada en su cantata Die Zeit, die Tag und Jahre macht, BWV 134a, representado por primera vez en Köthen el 1 de enero de 1719.

## Historia y texto
La cantata es la segunda composición de Bach para Pascua en Leipzig. Para el Domingo de Pascua de 1724,  había representado Christ lag in Todes Banden, BWV 4, de su etapa en Mühlhausen. Para el segundo día de Pascua, Erfreut euch, ihr Herzen, BWV 66, que había derivado desde la serenata secular Der Himmel dacht auf Anhalts Ruhm und Glück, BWV 66a, compuesta en Köthen en 1718. De una manera similar,  arregló una cantata compuesta para el día del Año Nuevo de 1719 en Köthen, Die Zeit, die Tag und Jahre macht, BWV 134a, para el tercer día de Pascua.
Las lecturas prescritas para el día festivo eran de los Hechos de los Apóstoles, el sermón de Pablo en Antioquía (Hechos 13:26-33), y del Evangelio de Lucas, la aparición de Jesús a los Apóstoles en Jerusalén (Lucas 24:36-47). Un poeta desconocido adaptó los diálogos de la obra secular de dos figuras alegóricas, Tiempo y Divina Providencia, originalmente escritos por Christian Friedrich Hunold, uno de los novelistas notables de su tiempo. En esta cantata, el poeta mantuvo el orden de los movimientos, eliminando los movimientos quinto y sexto de la primera obra. Mantuvo el coro final como conclusión, a diferencia de Erfreut euch, ihr Herzen, donde lo había sido movido al de apertura y reemplazado por una coral. Bach sencillamente escribió el texto nuevo bajo el texto anterior en su partitura.

Bach compuso tres nuevos recitativos para una segunda versión y se representó por primera vez el 27 de marzo de 1731.
 Bach revisó la cantata entera, escribiendo una nueva partitura con mejoras detalladas, posiblemente representadas por primera vez el 12 de abril de 1735.

## Partitura y estructura
La cantata en seis movimientos tiene partitura para alto y tenor solistas, un coro de cuatro partes, dos oboes, dos violines, viola, y bajo continuo.
1. Recitativo (alto, tenor): Ein Herz, das seinen Jesum lebend weiß
2. Aria (tenor): Auf, Gläubige, singet die lieblichen Lieder
3. Recitativo (alto, tenor): Wohl dir, Gott hat an dich gedacht
4. Aria (alto, tenor): Wir danken und preisen dein brünstiges Lieben
5. Recitativo (alto, tenor): Doch würke selbst den Dank in unserm Munde
6. Coro: Erschallet, ihr Himmel, erfreuet dich, Erde